# Хаависту, Микк
Микк Хаависту (эст. Mikk Haavistu; род. 27 марта 1985, Таллин) — эстонский футболист, центральный защитник.

## Биография
На взрослом уровне начал выступать в 16-летнем возрасте в составе таллинского «Реала» в четвёртом дивизионе, затем играл в низших дивизионах в клубах из системы таллинской «Флоры» — «Тервис» и ХЮЙК (Эммасте). Летом 2003 года перешёл в «Валгу» и в её составе дебютировал в высшей лиге 1 сентября 2003 года в матче против «Левадии». Первый гол в высшей лиге забил 18 июля 2004 года в ворота «Лоотуса». В 2005 году выступал за «Тулевик».
В 2006 году вместе со своим братом перешёл в таллинский «ТФМК», в его составе провёл два сезона, стал обладателем Кубка и Суперкубка Эстонии и бронзовым призёром чемпионата. С 2008 года выступал за «Нымме Калью», стал обладателем Кубка Эстонии 2009 года. Последний матч за основной состав провёл в 2010 году, после чего завершил профессиональную карьеру в большом футболе.
Всего в высшей лиге Эстонии сыграл 158 матчей и забил 8 голов.
Впоследствии выступал в чемпионате Эстонии по пляжному футболу, в 2013 году — за «Нымме Калью», в 2014—2017 годах — за «Пежо». В 2017 году выходил на поле в большом футболе за второй и третий составы «Нымме Калью».
По состоянию на 2017 год работает детским тренером в «Нымме Калью».

## Достижения
- Бронзовый призёр чемпионата Эстонии (1): 2007
- Обладатель Кубка Эстонии (2): 2006, 2009
- Обладатель Суперкубка Эстонии (1): 2006

## Личная жизнь
Брат Керт (род. 1980) тоже был футболистом, сыграл более 40 матчей за сборную Эстонии.
Дед, Рауль Нелл (1933—1987) играл в футбол в высшей лиге СССР за таллинский «Калев».